# Элекенер
Элекенер (мар. Элкэҥер) — деревня в Моркинском районе Республики Марий Эл. Входит в состав Октябрьского сельского поселения.

## География
Находится в юго-восточной части республики Марий Эл на расстоянии приблизительно 19 км по прямой на запад-юго-запад от районного центра посёлка Морки.

## История
Образовалась в конце XVII века. В 1859 году здесь (околоток Элекенер) находилось 12 дворов, проживали 84 жителя, в 1895 200 человек, большинство мари, в 1905 году 37 дворов, 184 жителя. В 1924 году уже в деревне Элекенер проживал 241 человек, в 1959 году 41 дом и 200 жителей. В 2004 году находилось 37 домов. В советское время работали колхозы «Искра» и «Мастар вий».

## Население
Население составляло 112 человека (мари 98 %) в 2002 году, 116 в 2010.